# Sociedad Fotográfica Japonesa
La Sociedad Fotográfica Japonesa (en japonés: 日本写真会, Nihon Shashinkai y en inglés Japan Photographic Society) es una asociación fundada en 1924 que mantiene una actividad relacionada con la fotografía y su difusión.

## Sociedad fotográfica japonesa de 1889
Con este nombre en 1889 se creó la primera asociación de aficionados a la fotografía en la ciudad de Tokio, continuando una tendencia asociativa iniciada en Francia y el Reino Unido; así en 1854 se creó la Sociedad fotográfica de Francia como continuación de la Sociedad heliográfica fundada en 1851, en 1853 la Royal Photographic Society en Londres, en 1861 la Sociedad Fotográfica de Viena, en 1858 la Sociedad fotográfica de América y en 1862 la Sociedad fotográfica de Filadelfia. La Sociedad italiana de Fotografía se fundó ese mismo año y en 1899 se fundaron la Real Sociedad Fotográfica en Madrid y la Sociedad fotográfica argentina de Aficionados en Buenos Aires.
En su fundación contaba con 56 miembros de los que 24 no eran japoneses, su presidente fue el vizconde Enomoto Takeaki, su vicepresidente el matemático Kikuchi Dairoku y su secretario el fotógrafo e ingeniero escocés William Kinnimond Burton. Entre sus miembros se encontraban Ishikawa Iwao, Kazuma Ogawa, Kenshi Ogura, Seibei Kajima, Reiji Esaki y Seiichi Nakajima. Entre sus actividades figuraban exposiciones y clases de fotografía, además disponía de la revista Shashin Shinpō. Su exposición más destacada la realizó en 1893 con el título de «Exhibición Extranjera de la Fotografía» con fotografías de George Davison y Peter Henry Emerson entre otros y permitió dar a conocer la fotografía pictorialista; poco después Kenshi Ogura junto a Arito Kintaro y Seibei Kajima fundaron la «Sociedad Japonesa de Fotografía Crítica (Shashin Himpyokai)» con un enfoque pictorialista.
La sociedad fotográfica japonesa duró sólo hasta 1896 al quebrar su principal patrocinador que era Kajima Seibei.

## La sociedad fotográfica japonesa desde 1924
En 1924 los movimientos fotográficos Shiseido Junior Photo Circle (en japonés:シセイドウ・フォト・ジュニオル・サークル, Shiseidō Foto Junioru Sākuru) y el Kōga-kai (en japonés:光画会) decidieron crear la Sociedad fotográfica de Japón bajo la presidencia de Shinzō Fukuhara. Entre sus miembros fundadores se encontraban Rosō Fukuhara, Kiichirō Ishida, Isao Kakefuda, Maroni Kumazawa, Yasutarō Mori, Masajirō Sakai, Hekisui Yamanaka y Jiichirō Yasukōchi, a los que se añadió en 1926 Yasuzō Nojima, renombrado fotógrafo japonés.
Esta sociedad que no tiene relación con la fundada en 1889, continúa funcionando en la actualidad y entre sus miembros se encuentran Kiyoshi Nishiyama y Akira Toriyama.